# Памятник Авербаху
Па́мятник Аверба́ху — памятник советскому офтальмологу профессору Михаилу Авербаху, который основал и долгое время являлся директором Алексеевской глазной больницы (в настоящее время Московский научно-исследовательский институт глазных болезней имени Гельмгольца).
В 1952 году, согласно постановлению Совета министров СССР, врачу установили памятник во дворе лечебницы, а торжественное открытие состоялось 29 июня того же года, на церемонии присутствовало множество работников клиники.
Статуя представляет собой бюст на пьедестале из розового полированного гранита с трёхступенчатым основанием. На постаменте расположена надпись: «Академик М. И. Авербах 1879—1944». Авторами проекта являлись скульптор Сергей Меркуров и архитектор Исидор Француз.
В 1960 году монумент был взят государством под охрану и признан памятником всесоюзного значения. В 2007-м ему присвоен статус объекта культурного наследия.